# لوسيان لاغرانج
لوسيان لاغرانج (بالفرنسية: Lucien Lagrange)‏ هو مهندس معماري فرنسي، ولد في 1940 في فرنسا.
شريك سابق في سكيدمور، أوينجز آند ميريل، الذي أسس شركته الخاصة المسماة لوسيان لاجرانج للمهندسين المعماريين في عام 1985. الاستوديو هو ممثل عن العمران الجديد والهندسة المعمارية الكلاسيكية الجديدة.